# 千岛日报
《千岛日报》（Harian Nusantara）是印尼的一份华文报纸，创刊于2000年10月10日，由PT Sinar Pulau Seribu出版。

## 簡介
该报立足印尼第二大城市——泗水。在印尼国内屬於销行量较多、销行地区较广泛、影响面较大的华文报刊。
千岛日报每天出版对开8版。刊登的当地重要新闻和时事评论，有時亦會被香港《凤凰卫视》的“天天读报”摘引编用。